# テイスト (バンド)
テイスト (Taste) は、アイルランド・コーク出身のロックバンド。
「第2のクリーム」などといわれながらも独自の道を行き、粗削りながらスリリングなライブは評判を呼び、多くのファンを獲得していった。
ロック史上最高のギタリストの一人とされる、ロリー・ギャラガーが在籍したことでも有名。

## 来歴

### 結成・デビュー
1966年。インパクト・ショーバンドを解散し、ドイツのハンブルクでインパクトのリズムセクションと作った3ピースバンドで暫く演奏活動をした後、コークの実家へ戻ったロリー・ギャラガーは、新しいバンドを組むためのメンバーを探していた。ちょうどその頃、64年にコークで結成されていたR&B系3ピースバンドThe Axillsのギタリストがバンドを脱退。代わりのギタリストを探していたメンバーはコークに戻ってきたロリーに声をかけ、セッションをする。意気投合するが、2代目ギタリストとしてバンドに加わることを拒否したロリーは代りに新しいバンドを作ろうと持ちかけ、ここにテイスト（Taste）が誕生する。

### デビュー後
最初のメンバーは、ドラムがノーマン・ダメリー（Norman Damery）、ベースがエリック・キットゥリンガム（Eric Kittringham）。初期のレパートリーはカバー曲が大半で、他にロリーの自作曲が少し。最初は半分をロリーがもう半分をエリックが歌っていたそうだが、その内に殆どがロリーの曲になっていったという。
コークでの演奏活動は制約が多く、音楽家組合の査察がある時には会場の従業員何人かにタンバリンを持たせたりキーボードの前に立たせたりして「必要な頭数」を揃えるようにごまかしながら活動をするが、ベルファストから出張演奏に来たバンドのギタリストの代役をロリーが引き受けたことをきっかけに、ベルファストへ拠点を移す。
ベルファストではヴァン・モリソンらも活躍していたマリタイム・ホテルのクラブ（クラブ・ラド）等に出演するようになり人気を博すようになる。当時、ラドのマネージャーであったエディ・ケネディ（Eddy Kennedy）はテイストの人気に目をつけ、彼の広い人脈を生かしてレコーディングをさせ、1967年、アイルランド国内のメジャー・マイナー・レコード（Major-Minor Record）からシングル「Blister On The Moon / Born On The Wrong Side Of Time」をリリースする。これがヒットしさらに評判となる。
イギリスのミュージシャンの前座もつとめたテイストは、そこでクリームのマネージャー、ロバート・スティグウッド（Robert Stigwood）に見出され、マネージメント契約とメジャー・デビューとを打診される。レコード会社はポリドール。当時、テイストのマネージャーにもなっていたエディ・ケネディはポリドールとの契約話の後、メンバーに「レコード会社はリズムセクションをもっと強力なものにしてから、という条件で契約を持ちかけてきた」と告げ、ドラムとベースのメンバー交代を要求した。結果、やはりケネディがマネージャーを務めていたチーズ（Cheese）というバンドのドラマー、ジョン・ウィルソン（John Wilson）とベースのリチャード・マクラケン（Richard McCracken）とが新しいメンバーとして加わった。メンバー交代が告げられたのが火曜で、水曜日には最初のメンバーのフェアウェル・ライブがあって、次の日の木曜日には新しいメンバーでスコットランドへ行くという、スピード交代劇であったそうだ。1968年のことである。
テイストは拠点をロンドンへ移し活動を始める。既に旧メンバーでも良く出演していたクラブ・マーキーを中心にハードスケジュールでライブ活動をする。1969年、1stアルバムをリリース。スティグウッドの事務所に在籍していたことからブラインド・フェイスの前座として一緒にアメリカ・ツアーを回るなどもしたが、マネージャーのエディ・ケネディに搾取されていたお陰で生活は苦しく、ろくな機材を揃える事が出来ないどころか換えの弦を買うのもままならなかったという。使用していたPA機材もロリーがショーバンド時代に使っていたものだったそうだ。それでも音楽への情熱に燃えていた3人は演奏できる喜びにあふれ、各地で熱いライブを繰り広げては名をあげていった。

### 解散・メンバーのその後
1970年、セカンド・アルバムがリリースされるころになると、メンバー間の音楽的な志向にズレが生じるようになった。やりたい音楽の違いが感情すれ違いを生み、さらにこの頃、いくらレコードが売れてもクラブを満杯にしても収入が増えないことに我慢の限界を感じていたロリーがバンド・リーダーとしてマネージャーに待遇改善を直訴すると、ケネディは他の2人のメンバーに「ロリーは自分がバンドをコントロールしたいと言ってきた。ギャラは自分が管理して他の2人に支払いたいとも言っていた」とウソを言い、それを信じた2人との間に大きな溝を作ってしまう。1970年夏には大イベント「ワイト島音楽祭」に出演し大喝采を浴び、セカンド・アルバムもチャートインするなど評判はますます高まっていったが、バンドは崩壊に向かっていた。
ついに10月、ロリーがバンドからの脱退を申し出る。その後解散まで予定の入っていたギグをこなすものの、最後の数週間はステージに上がるのも苦痛であったという。
その後、ロリーはコークの実家へ戻りしばらくの間静養し、同時にソロ活動のための準備を始める。引き続きエディ・ケネディをマネージャーとしたジョンとリッチーは、スタッド（Stud）を結成。ロリーよりも先に音楽活動を再開し、アルバムもリリースするが生活は相変わらずで、ケネディのマネージメントに不信感を抱くようになったのはそれからのことだったという。

## ディスコグラフィ

### スタジオ・アルバム
- 『テイスト』 - Taste (1969年) ※旧邦題『ファースト・オブ・テイスト』
- 『オン・ザ・ボード』 - On The Boards (1970年)

### ライブ・アルバム
- 『ライヴ・テイスト』 - Live Taste (1971年)
- 『ワイト島のテイスト』 - Live At The Isle Of Wight (1972年)
- First (1972年) ※1967年のライブ。『イン・ザ・ビギニング』 - In The Beginning - An Early Taste Of Rory Gallagher (ロリー・ギャラガー名義)、『テイク・イット・イージー・ベイビー』 - Take It Easy Baby (アメリカ盤)等の名称でも発売されている。
- In Concert (1977年)

### コンピレーション・アルバム
- 『ベスト・オブ・テイスト』 - The Best Of Taste (1994年)